# Mulberry (Software)
Mulberry ist ein von Cyrusoft International entwickeltes E-Mail-Programm. Ursprünglich war Mulberry als proprietäres Programm für das Betriebssystem Mac OS entwickelt worden. Besonders wegen der guten Unterstützung des Internet Message Access Protocol (IMAP) wird das Programm geschätzt.
Nach dem Konkurs von Cyrusoft International kaufte der ursprüngliche Autor, Cyrus Daboo, die Rechte an Mulberry und verbreitet es seit August 2006 in einer kostenlosen Version, deren Zukunft jedoch ungewiss ist. Support gibt es noch in Form einer Mailingliste und einer Dokumentation, beides jedoch auf Englisch. Ende November 2007 stellte Cyrus Daboo die Quelltexte von Mulberry als Open Source unter der Apache-Lizenz zur Verfügung.